# Roy Beerens
Roy Beerens (Bladel, Países Bajos, 22 de diciembre de 1987) es un exfutbolista neerlandés que jugaba de centrocampista.

## Carrera
Beerens jugó en las categorías inferiores del PSV Eindhoven hasta ser ascendido al primer equipo en 2005. Fue cedido al NEC Nijmegen dos años después de su debut en el PSV, y entre 2007 y 2011 firmó con el SC Heerenveen, ganando con ellos su primer título, la Copa de los Países Bajos. Posteriormente fue traspasado al AZ Alkmaar, haciendo 93 apariciones con el equipo neerlandés.
El 11 de julio de 2014 el Hertha BSC alemán anunció que habían negociado con el club neerlandés para traspasar a Roy Beerens durante tres años. Su primer gol con el conjunto alemán tuvo lugar el 16 de agosto de 2014 ante el FC Viktoria Köln, venciendo su equipo por 4 a 2.
El 24 de diciembre de 2020 anunció su retirada.

## Palmarés

### Títulos nacionales
| Título                   | Club             | País         | Año     |
| ------------------------ | ---------------- | ------------ | ------- |
| Copa de los Países Bajos | S. C. Heerenveen | Países Bajos | 2008-09 |
| Copa de los Países Bajos | AZ Alkmaar       | Países Bajos | 2012-13 |

### Títulos internacionales
| Título          | Club (*)            | País         | Año  |
| --------------- | ------------------- | ------------ | ---- |
| Eurocopa Sub-21 | Países Bajos sub-21 | Países Bajos | 2007 |

(*) Incluyendo la selección.